# Вила (Бреша)
Вила је насеље у Италији у округу Бреша, региону Ломбардија.
Према процени из 2011. у насељу је живело 1564 становника. Насеље се налази на надморској висини од 723 м.